# Pachycladon novae-zelandiae
Pachycladon novae-zelandiae är en korsblommig växtart som först beskrevs av Joseph Dalton Hooker, och fick sitt nu gällande namn av Joseph Dalton Hooker. Pachycladon novae-zelandiae ingår i släktet Pachycladon och familjen korsblommiga växter. Inga underarter finns listade i Catalogue of Life.